# Naubolus melloleitaoi
Naubolus melloleitaoi är en spindelart som beskrevs av Lodovico di Caporiacco 1947. Naubolus melloleitaoi ingår i släktet Naubolus och familjen hoppspindlar. Inga underarter finns listade i Catalogue of Life.